# Skazynci
Skazynci (ukr. Сказинці; pol.  hist. Skazińce) – wieś na Ukrainie w rejonie mohylowskim należącym do obwodu winnickiego.